# Timothy Radcliffe
Timothy Peter Joseph Radcliffe (Londra, 22 agosto 1945) è un cardinale e presbitero britannico, maestro generale dell'Ordine dei predicatori dal 1992 al 2001.

## Biografia
Nipote di Sir Everard Radcliffe, V baronetto, è stato educato al Downside School e poi studiò presso il St John's College di Oxford.
Entrato nell'Ordine domenicano nel 1965, è stato ordinato sacerdote nel 1971.
Ha insegnato sacra Scrittura all'Università di Oxford, nel Centro domenicano noto come Blackfriars Hall. È stato eletto padre provinciale d'Inghilterra nel 1987 e quindi maestro generale dell'Ordine dei predicatori nel 1992, carica che ha ricoperto fino al 2001.
Da allora egli ha ottenuto una reputazione internazionale grazie alle sue analisi sulla società contemporanea, sulla vita cristiana, su quella religiosa e sulla situazione della Chiesa cattolica. Molti suoi libri sono divenuti best seller. Il suo sottile pensiero, insieme alla semplicità di linguaggio e al suo forte senso dell'umorismo, gli hanno permesso di essere assai considerato all'interno della Chiesa cattolica.
Nel 2001, giunto a scadenza il suo mandato come superiore generale dell'Ordine, Radcliffe si prese un anno sabbatico. Nel 2002 egli è tornato ad essere un membro comune della comunità domenicana di Oxford, ed è stato molto richiesto come oratore, insegnante e predicatore in numerosi paesi. Nel 2003 fra' Radcliffe ha ricevuto il titolo di Doctor Divinitatis (Hon. DD), la più alta carica onoraria dell'Università.
Nel 2007 il suo libro What Is the Point of Being A Christian? vinse il Michael Ramsey Prize per opere di teologia.
Radcliffe è sostenitore dell'International Young Leaders Network e ha contribuito al lancio del Las Casas Institute sull'etica, sul governo e sulla giustizia sociale. Entrambi sono progetti della Blackfriars Hall, presso l'Università di Oxford.
Radcliffe ha sostenuto alcune aperture in merito al matrimonio dei preti, chiamato "clerogamia".
Durante l'Angelus del 6 ottobre 2024, papa Francesco lo ha annunciato fra i cardinali creati nel concistoro del successivo 7 dicembre. Su sua esplicita richiesta, viene dispensato dalla contestuale attribuzione di un titolo vescovile, in deroga al motu proprio Cum Gravissima, che prevede che tutti i cardinali debbano di norma riceverne uno: entra pertanto nel ristretto novero dei porporati non insigniti della dignità episcopale.
Il 7 e 8 maggio 2025 ha partecipato come cardinale elettore al conclave che ha portato all'elezione di papa Leone XIV.

## Opere
- Sing a New Song. The Christian Vocation, Dublin, Dominican Publications, 1999. ISBN 1-871552-70-2 - traduzione italiana: Cantate un canto nuovo. La vocazione cristiana, Bologna, EDB, 2001
- I Call You Friends, London, Continuum, 2001. ISBN 0-8264-7262-1
- That your Joy may be Full, London, Continuum, 2004. ISBN 978-0-8264-7121-5
- Seven Last Words, London, Burns & Oates, 2004. ISBN 0-86012-365-0 - traduzione italiana: Le sette parole di Gesù in croce, Cinisello Balsamo, San Paolo, 2006
- What Is the Point of Being a Christian?, London - New York, Burns & Oates, 2005. ISBN 978-0-86012-369-9 - traduzione italiana: Il punto focale del cristianesimo. Cosa significa essere cristiani?, Cinisello Balsamo, San Paolo, 2008
- Just One Year: Prayer and Worship through the Christian Year, a cura di Timothy Radcliffe, in collaborazione con Jean Harrison, London, Darton, Longman & Todd per CAFOD e Christian Aid, 2006. ISBN 0-232-52669-9
- Why Go to Church? The Drama of the Eucharist, London, Continuum, 2008. ISBN 978-0-8264-9956-1. Arcivescovo di Canterbury’s Lent book 2009. - traduzione italiana: Perché andare in chiesa? Il dramma dell'eucaristia, Cinisello Balsamo, San Paolo, 2009
- Take the Plunge. Living Baptism and Confirmation, London - Berlin - New York - Sydney, Bloomsbury, 2012. ISBN 978-1-4411-1848-6 - traduzione italiana: Prendi il largo! Vivere il battesimo e la confermazione, Brescia, Queriniana, 2013. ISBN 978-88-399-3153-5

Altri testi, editi solo in italiano:
- Testimoni del Vangelo, Magnano, Qiqajon - Comunità di Bose, 2004
- L'anima della domenica, con M. Magrassi, Bologna, EDB, 2005
- Amare nella libertà. Sessualità e castità, Magnano, Qiqajon - Comunità di Bose, 2007
- Essere cristiani nel XXI secolo. Una spiritualità per il nostro tempo, a cura di Maria Teresa Pontara Pederiva, Prefazione di Paul Renner, Brescia, Queriniana,  20122. ISBN 978-88-399-1688-4
- Parole di oggi. Un orientamento alla luce della Parola, Testi scelti a cura di Maria Teresa Pontara Pederiva, Brescia, Queriniana, 2014. ISBN 978-88-399-2821-4
- Non abbiate paura, prefazione al volume di Riccardo Benotti Viaggio nella vita religiosa. Incontri e interviste, Città del Vaticano, Libreria Editrice Vaticana, 2016, ISBN 978-88-209-9730-4.

## Ascendenza
|                                    |                |                             | Genitori                         |  |  | Nonni |  |  | Bisnonni                           |  |  | Trisnonni                             |  |
|                                    |                |                             |                                  |  |  |       |  |  | Sir Joseph Radcliffe, IV baronetto |  |  | Sir Percival Radcliffe, III baronetto |  |
|                                    |                |                             |                                  |  |  |       |  |  | Sir Joseph Radcliffe, IV baronetto |  |  | Sir Percival Radcliffe, III baronetto |  |
|                                    |                | Katherine Doughty Tichborne |                                  |  |  |       |  |  | Sir Joseph Radcliffe, IV baronetto |  |  |                                       |  |
| Sir Everard Radcliffe, V baronetto |                |                             |                                  |  |  |       |  |  | Sir Joseph Radcliffe, IV baronetto |  |  |                                       |  |
|                                    |                | Katherine Talbot            | Reginald Talbot                  |  |  |       |  |  |                                    |  |  |                                       |  |
|                                    |                | Katherine Talbot            | Reginald Talbot                  |  |  |       |  |  |                                    |  |  |                                       |  |
|                                    |                | Katherine Talbot            | Sarah Eliza Jones                |  |  |       |  |  |                                    |  |  |                                       |  |
| Hugh Radcliffe                     |                | Katherine Talbot            |                                  |  |  |       |  |  |                                    |  |  |                                       |  |
|                                    |                | Henry Ashton Case           | John Ashton Case                 |  |  |       |  |  |                                    |  |  |                                       |  |
|                                    |                | Henry Ashton Case           | John Ashton Case                 |  |  |       |  |  |                                    |  |  |                                       |  |
|                                    |                | Henry Ashton Case           | Caroline Walker                  |  |  |       |  |  |                                    |  |  |                                       |  |
| Marguerite Ashton Case             |                | Henry Ashton Case           |                                  |  |  |       |  |  |                                    |  |  |                                       |  |
|                                    |                | Mary Louisa Southey         | William Southey                  |  |  |       |  |  |                                    |  |  |                                       |  |
|                                    |                | Mary Louisa Southey         | William Southey                  |  |  |       |  |  |                                    |  |  |                                       |  |
|                                    |                | Mary Louisa Southey         | Mary Stewart                     |  |  |       |  |  |                                    |  |  |                                       |  |
| Timothy Radcliffe                  |                | Mary Louisa Southey         |                                  |  |  |       |  |  |                                    |  |  |                                       |  |
|                                    | Edward Pereira | Antonio Vicente Pereira     |                                  |  |  |       |  |  |                                    |  |  |                                       |  |
|                                    | Edward Pereira | Antonio Vicente Pereira     |                                  |  |  |       |  |  |                                    |  |  |                                       |  |
|                                    | Edward Pereira | Aurelia Mendes da Costa     |                                  |  |  |       |  |  |                                    |  |  |                                       |  |
| Sir Cecil Pereira                  | Edward Pereira |                             |                                  |  |  |       |  |  |                                    |  |  |                                       |  |
|                                    |                | Hon. Margaret Stonor        | Thomas Stonor, III barone Camoys |  |  |       |  |  |                                    |  |  |                                       |  |
|                                    |                | Hon. Margaret Stonor        | Thomas Stonor, III barone Camoys |  |  |       |  |  |                                    |  |  |                                       |  |
|                                    |                | Hon. Margaret Stonor        | Frances Towneley                 |  |  |       |  |  |                                    |  |  |                                       |  |
| Marie-Thérèse Pereira              |                | Hon. Margaret Stonor        |                                  |  |  |       |  |  |                                    |  |  |                                       |  |
|                                    |                | George Lane Fox             | George Lane Fox                  |  |  |       |  |  |                                    |  |  |                                       |  |
|                                    |                | George Lane Fox             | George Lane Fox                  |  |  |       |  |  |                                    |  |  |                                       |  |
|                                    |                | George Lane Fox             | Katherine Stein                  |  |  |       |  |  |                                    |  |  |                                       |  |
| Helen Lane Fox                     |                | George Lane Fox             |                                  |  |  |       |  |  |                                    |  |  |                                       |  |
|                                    |                | Annette Weld Blundell       | Thomas Weld Blundell             |  |  |       |  |  |                                    |  |  |                                       |  |
|                                    |                | Annette Weld Blundell       | Thomas Weld Blundell             |  |  |       |  |  |                                    |  |  |                                       |  |
|                                    |                | Annette Weld Blundell       | Teresa Mary Vaughan              |  |  |       |  |  |                                    |  |  |                                       |  |
|                                    |                | Annette Weld Blundell       |                                  |  |  |       |  |  |                                    |  |  |                                       |  |